# Пушматаха (окръг, Оклахома)
Окръг Пушматаха (на английски: Pushmataha County) е окръг в щата Оклахома, Съединени американски щати. Площта му е 3686 km², а населението – 11 667 души (2000). Административен център е град Антлърс.